# العلاقات الكوبية المالية
العلاقات الكوبية المالية هي العلاقات الثنائية التي تجمع بين كوبا ومالي.

## مقارنة بين البلدين
هذه مقارنة عامة ومرجعية للدولتين:
| وجه المقارنة                                              | كوبا                              | مالي            |
| --------------------------------------------------------- | --------------------------------- | --------------- |
| المساحة (كم2)                                             | 109.88 ألف                        | 1.24 مليون      |
| عدد السكان (نسمة)                                         | 11.48 مليون                       | 18.54 مليون     |
| الكثافة السكانية (ن./كم²)                                 | 104.48                            | 14.95           |
| العاصمة                                                   | هافانا                            | باماكو          |
| اللغة الرسمية                                             | اللغة الإسبانية                   | لغة فرنسية      |
| العملة                                                    | بيزو كوبي، بيزو كوبي قابل للتحويل | فرنك غرب أفريقي |
| الناتج المحلي الإجمالي (بليون دولار)                      | 87.13 مليار                       | 15.29 مليار     |
| الناتج المحلي الإجمالي (تعادل القوة الشرائية) بليون دولار |                                   | 35.69 مليار     |
| الناتج المحلي الإجمالي الاسمي للفرد دولار أمريكي          |                                   | 724             |
| الناتج المحلي الإجمالي للفرد دولار أمريكي                 |                                   | 1.60 ألف        |
| مؤشر التنمية البشرية                                      | 0.769                             | 0.419           |
| رمز المكالمات الدولي                                      | +53                               | +223            |
| رمز الإنترنت                                              | .cu                               | .ml             |
| المنطقة الزمنية                                           | 00                                | 00              |

## منظمات دولية مشتركة
يشترك البلدان في عضوية مجموعة من المنظمات الدولية، منها:
| علم المنظمة | اسم المنظمة                                 | تاريخ انضمام كوبا | تاريخ انضمام مالي |
| ----------- | ------------------------------------------- | ----------------- | ----------------- |
|             | منظمة التجارة العالمية                      | ?                 | ?                 |
|             | الاتحاد الدولي للاتصالات                    | 16 يناير 1918     | 21 أكتوبر 1960    |
|             | منظمة حظر الأسلحة الكيميائية                | ?                 | ?                 |
|             | يونسكو                                      | 29 أغسطس 1947     | 7 نوفمبر 1960     |
|             | الأمم المتحدة                               | 24 أكتوبر 1945    | 28 سبتمبر 1960    |
|             | الاتحاد البريدي العالمي                     | ?                 | ?                 |
|             | منظمة الشرطة الجنائية الدولية               | ?                 | ?                 |
|             | مجموعة دول أفريقيا والكاريبي والمحيط الهادئ | ?                 | ?                 |

## وصلات خارجية
- موقع وزارة الخارجية الكوبية